# Spermacoce
- Commons
- Wikispecies

Spermacoce L. é um género botânico pertencente à família Rubiaceae.

## Sinonímia
| - Arbulocarpus Tennant - Bigelovia Spreng. - Borrera Spreng., var. ort. - Borreria G. Mey. - Chaenocarpus Juss. - Dichrospermum Bremek. - Diodioides Loefl. - Diphragmus C. Presl - Galianthe Griseb. - Gruhlmannia Neck. ex Raf. | - Jurgensia Raf. - Octodon Thonn. - Paragophyton K. Schum. - Pterostephus C. Presl - Scandentia E. L. Cabral & Bacigalupo - Spermacoceodes Kuntze - Spermacon Raf. - Tardavel Adans. - Tessiera DC. |

## Espécies
| - Spermacoce alata - Spermacoce confusa - Spermacoce latifolia - Spermacoce princeae | - Spermacoce prostata - Spermacoce remota - Spermacoce verticillata |

- Lista completa

## Classificação do gênero
| Sistema | Classificação                      | Referência               |
| ------- | ---------------------------------- | ------------------------ |
| Linné   | Classe Tetrandria, ordem Monogynia | Species plantarum (1753) |